# Searsia puccionii
Searsia puccionii är en sumakväxtart som först beskrevs av Emilio Chiovenda, och fick sitt nu gällande namn av Moffett. Searsia puccionii ingår i släktet Searsia och familjen sumakväxter. Inga underarter finns listade i Catalogue of Life.